# 새뮤얼 H. 모펫
새뮤얼 H. 모펫 (Samuel Hugh Moffett , 1916년 4월 7일 – 2015년 2월 9일) 한국어로 마삼락(馬三樂) 또는 마포삼락(馬布三樂), Chinese: 莫菲特) )이다.  미국의 기독교 선교사이자 학자로 후에 프린스턴 신학교에서 명예 교수로 재직했다. 그는 극동 기독교 에 대한 주도적인 학자로 잘 알려져 있으며, A History of Christian in Asia를 포함하여 다수의 출판물을 저술했다.
1916년 평양에서 태어났으며 그의 부친 선교사 마포삼열 (사무엘 오스틴 모펫)은 1890년부터 1936년까지 평양에서 거주하며 사역했다.
마삼락은 영적 생활과 지역 사업 모두에서 부모의 발자취를 따랐다. 1942년 휘튼 대학교와 프린스턴 신학교를 졸업한 후  예일대학교 역사학으로 박사 학위를 받았다. 그는 목회에서 경력을 쌓기 시작했고, 나중에 1953-1955년에 신학교의 교수로 프린스턴으로 돌아왔다. 1955년 그와 그의 새 아내 아일린(Eileen)의 안동에서 사역했다. 그는 프린스턴 대학에서 교수와 대학원 원장을 지냈고 장로회신학대학교의 공동 총장이 되었다. 한국에 있는 동안 그는 1973년 11월부터 1981년 4월까지 아세아연합신학대학교 (현 아신대학교) 초대학장으로 임명되었다. 그 후 그는 1981년부터 1987년까지 헨리 윈터스 루스 에큐메니칼 선교학 교수로 모교인 프린스턴 신학교 캠퍼스로 돌아갔다.
한국인들에 대한 따뜻한 마음과 사랑이 넘쳤던 마삼락 선교사는 2015년 2월 9일 98세의 나이로 뉴저지 프린스턴에 있는 자택에서 소천하였다.

## 같이 보기
- 마포삼열